# Paté de Fuá
Paté de Fuá es un grupo musical cuyo estilo puede definirse como una mezcla de tarantelas, dixieland, musette, tango y jazz. Es un grupo nacido en la Ciudad de México y está integrado por músicos de diferentes países, actualmente con miembros de México, Argentina , Brasil y Palestina.

## Historia
Paté de Fuá, cuyo nombre hace referencia al paté de foie gras, se formó el 18 de abril de 2006 en la Ciudad de México. Los líderes del grupo Yayo y Guillermo habían salido de su país natal debido a la crisis de diciembre de 2001 en Argentina, y al llegar a México fue donde conocieron a quienes serían los demás músicos.
Han participado en los festivales Vive Latino en las ediciones 2009, 2010, y 2012. Ganaron el premio Lunas del Auditorio en 2010 y 2013 en la categoría Jazz y Blues, y premios Indie-O Music Awards en 2010, 2011 y 2012.

## Miembros
El grupo se conforma de los siguientes integrantes:
- Yayo González (argentino), director y compositor: guitarra y voz principal.
- Guillermo Perata (argentino), director musical y compositor: banjo, mandolina, trompeta, corneta, cabrófono(Bombardino) ,acordeón y cavaquinho.[9]
- Jorge "Luri" Molina (mexicano):Bajo eléctrico, contrabajo, coros.
- Diego Franco (mexicano): saxofón.

- Dan Mazor (palestino): saxofón y clarinete.
- Jorge Servín (mexicano): batería
- Roberto Verastegui (mexicano): piano, Teclado, acordeón y vibráfono
- Aaron Flores (mexicano): Guitarra y banjo
- Yonatan Mazor: (palestino/mexicano): Teclado y acordeón

Antiguos integrantes:
- Demián Cantilo (brasileño): batería y chupetófono.
- Gabriel Puentes (chileno): batería.
- Rodrigo Barbosa (mexicano): batería, y chupetófono.
- Víctor Madariaga (mexicano): acordeón y bandoneón.
- Alexis Ruiz (mexicano): vibráfono y marimba

Músicos invitados:
- Mario Patron: Piano y órgano
- Rodrigo Garibay: Clarinete y saxo alto.
- Dan Mazor (miembro oficial hasta 2013): Saxofón

## Discografía

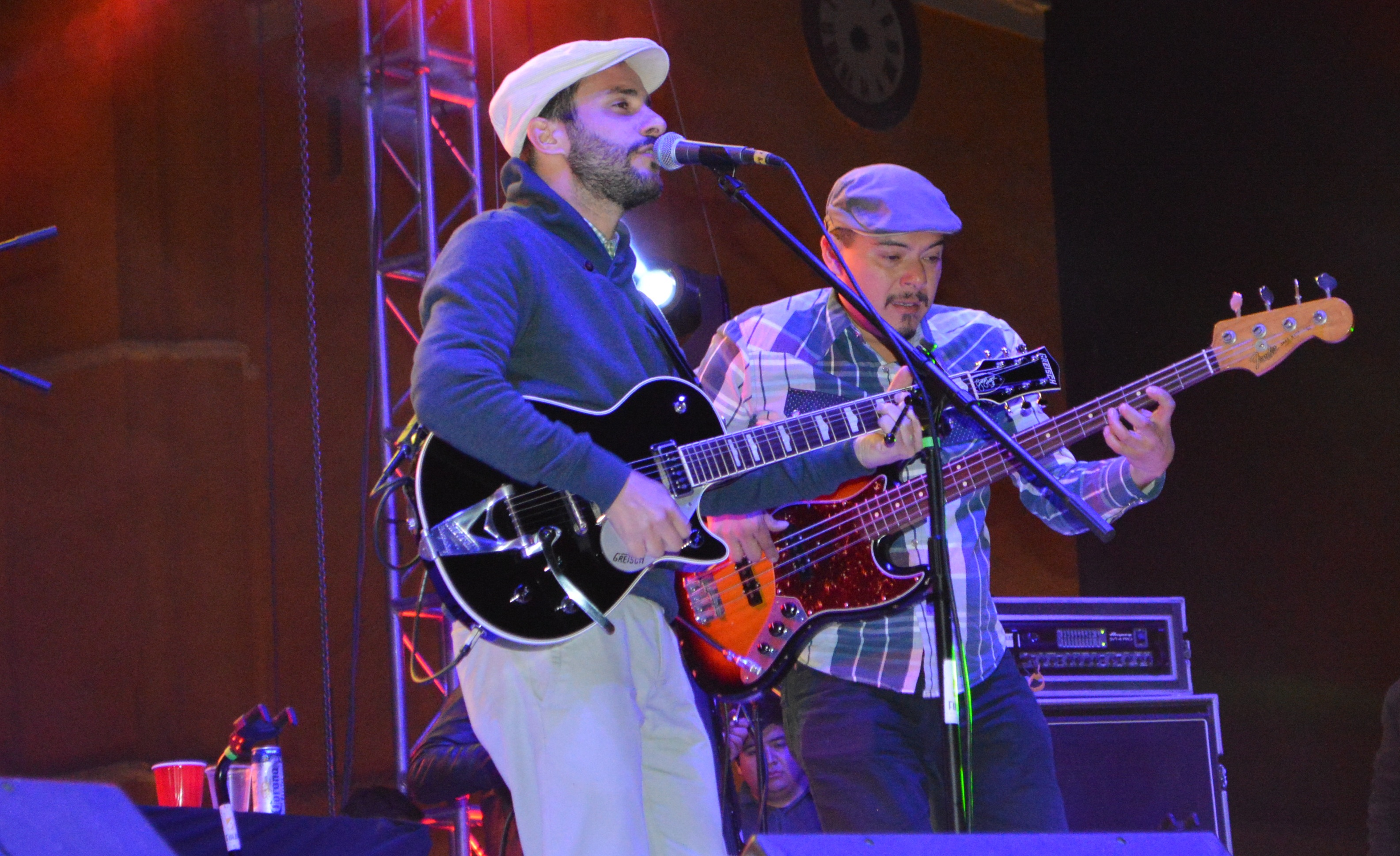
Paté de Fuá en concierto en Cholula 2015.

### Álbumes de estudio
- Música moderna[1] (2007)
- El Tren De La Alegría[10] (2009)
- Boquita Pintada[11] (2011)
- Película Muda Primera Parte[12] (2014)
- Película Muda Segunda Parte[13] (2016)
- Amores Ajenos (2021)[14]
- Rompecabezas (2024) [15]

### En vivo
- Yo Estuve Ahí[16] (2010)

### Álbumes recopilatorios
- Bon Appetit[17][18] (2012)

## Premios y nominaciones

### Premios
| Año  | Premio               | Categoría                                          |
| ---- | -------------------- | -------------------------------------------------- |
| 2010 | Indie-O Music Awards | Disco Jazz/Funk/Fusión por "El Tren de la Alegría" |
| 2010 | Indie-O Music Awards | Premio de la Gente                                 |
| 2010 | Lunas del Auditorio  | Jazz y Blues                                       |
| 2011 | Indie-O Music Awards | Acto En Vivo                                       |
| 2012 | Indie-O Music Awards | Disco Jazz/Funk/Fusión por "Boquita Pintada"       |
| 2013 | Lunas del Auditorio  | Jazz y Blues                                       |

### Nominaciones
| Año  | Premio                 | Categoría                                               | Ganador                                              |
| ---- | ---------------------- | ------------------------------------------------------- | ---------------------------------------------------- |
| 2010 | Indie-O Music Awards   | Banda del Año                                           | Hello Seahorse!                                      |
| 2011 | Lunas del Auditorio    | Jazz y Blues                                            | Celebremos América; Jazz at Lincoln Center Orchestra |
| 2012 | Indie-O Music Awards   | Arte Empaque por "Boquita Pintada"                      | Torreblanca por "Bella Época"                        |
| 2014 | Premios Grammy Latinos | Mejor canción de música alternativa por "Vamos A Morir" | Calle 13 por "El Aguante"                            |